# Žitvanski mir
Žitvanski mir (Žitvatoročki mir) bio je mirovni ugovor između Habsburške Monarhije i Osmanskog Carstva zaključen dana 11. studenoga 1606. godine. To je bio prvi mirovni sporazum između ta dva carstva u kojem su hrvatsko-ugarski kralj i osmanski sultan bili ravnopravni pregovarači. Od tog trenutka su habsburški vladari prestali plaćati danak Turcima, što je označilo konačno suzbijanje i početak pada turske prevlasti.
Po okončanju Dugog rata (Trinaestogodišnji rat), koji je započeo bitkom kod Siska 1593. godine, počeli su pregovori o miru između Habsburške Monarhije i Osmanskog Carstva. Iako se kralj Rudolf II. (1576. – 1608.) protivio, odluku o miru mu je nametnuo njegov brat i namjesnik Matija, pa je mir između Rudolfa i sultana Ahmeda I. (1603. – 1617.) zaključen je dana 11. studenog 1606. godine na ušću rijeke Žitve u Dunav. Tim mirom zapravo je prihvaćen status quo jer je svaka strana zadržala one prostore koje je osvojila tijekom rata, te je dogovoreno da se na granici ne smiju podizati nove utvrde. Kralj je sultanu morao platiti i jednokratni dar u vrijednosti od 200 000 forinti. Hrvatskom kraljevstvu ovim mirom pripale su utvrde Čazma, Petrinja, Moslavina, Gora i Hrastovica. Mir je trebao trajati dvadeset godina.

## Događaji u Hrvatskoj i okružju koji su prethodili miru
Za vrijeme velikoga turskoga rata (1593. — 1606.) najveća pogibelj zaprijetila gradu Varaždinu kad je Kaniža pala Turcima u ruke i kad su Turci u svoj kaniški vilajet doveli 16.000 visokomotiviranih ratnika krimskih Tatara radi haračenja po Podravini od Koprivnice do Viniče. Danima su Varaždinci sa strahom su očekivali Varaždinci napadaj krimskih Tatara. Napad je uslijedio 1603. godine hrvatske snage koje je predvodio ban Ivan II. Drašković Trakošćanski spasile su Varaždin.
Nakon tursko-tatarske opasnosti, uslijedila je nova. U Mađarskoj je izbila buna pod vodstvom sedmogradskog plemića Stjepana Bočkaja. Povod su joj bili političko-vjerski razlozi. Mađarsko je plemstvo i većina gradjana prišla k protestantizmu smatrajući ga "više domoljubnim", "narodnim", nego što su smatrali katolicizam, kojem su Hrvati s obiju strana Drave ostali odani. Posljedica je bila vjerska nesnošljivost. Kulminirala je kad je kralj Rudolf II. odredio oštar postupak protiv pokretača reformacije. Usporedno je izbilo i političko pitanje, u pogledu kršenja ustava po bečkoj središnjoj vladi. Sve je to dovelo do otvorene pobune koju je vodio Stjepan Bočkaj, sedmogradski vojvoda, kojeg su plemići u Mađarskoj izabrali za kneza Ugarske.
Zbila se je neprincipijelna koalicija.[nedostaje izvor] Bočkaj se radi ojačanja svog položaja složio s Turcima, a potom pozvao Hrvate da ga priznaju svojim vladarom. Besramnost prijedloga još je kao vrhunac sadržavala da Hrvati primijene u Hrvatskoj ugarski vjerski zakon. Bočkajev je zahtjev otvoreno narušavao samostalno Kraljevine Hrvatske. Hrvatski se je sabor odlučno suprotstavio tome i odbio zahtjev, a k tome je zaključio, da se iz zemlje protjeraju svi pristaše nove vjere. Odlučnost predstavnika hrvatskih staleža razbjesnilo je Bočkaja koji je zaprijetio da će preko Drave prebaciti svoju vojsku i uništiti grad Varaždin, a onda prisiliti Hrvate na pokornost. Za to izvesti poslao je svog vojskovođu Grgura Nemetha prema hrvatskoj granici. Hrvatska se je strana pripremala za ovako nešto, pa čim je ban Ivan II. Drašković doznao da mađarske postrojbe kane preko Drave, pošao je s hrvatskim postrojbama preko Drave ususret Mađarima utaborio se kod Semovca. Pokazalo se da je ova odlučnost spasila Varaždin. Kad je Nemeth uvidio da će se susresti s hrvatskom vojskom koja se je spremna oduprijeti i spriječiti mu upasti u Hrvatsku, Nemeth je dao povući postrojbe dalje od Drave. Uzmak Nemethovih snaga dobro je došao banu Draškoviću, koji je u međuvremenu dobio još pojačanja, prešao Dravu te se dao u potjeru. Sustigao je Bočkajeve snage kod Kermieda gdje ih je razbio, i njih i pridošle tursko-tatarske snage koje su bočkajevcima prišle u pomoć.
Kralju je ipak bio problem boriti se na dva bojišta, i protiv pobunjenih Mađara i protiv Turaka. Stoga je kralje brat Mariju pošao pregovarati s Bočkajem o miru te je u Beču sklopljen mir 23. lipnja 1606. godine, čim je Ugarska dobila slobodu vjeroispovjedanja, Bočkaju je ostala kneževska vlast u Erdelju. Hrvatski sabor nije dao bič na sebe. Prihvatio je točke bečkoga mira osim one o slobodi vjeroispovijedanja, koja će vriediti za Ugarsku, a ne za Hrvatsku, jer Hrvatska priznaje samo katoličku vjeru. Hrvatska je također pregovarala s Bočkajem, a zastupali su ju kao izaslanici podban Mrnjavčević i Ivan Kitonić, čuveni varaždinski odvjetnik i pravnički pisac.